# ŽFK Breznica
Le Ženski Fudbalski Klub Breznica (en monténégrin : Женски Фудбалски Клуб Брезница), plus couramment abrégé en ŽFK Breznica, est un club monténégrin de football féminin fondé en 2013 et basé dans la ville de Pljevlja.

## Histoire
Le club est fondé en 2013 à Pljevlja, du nom de la rivière Breznica qui traverse la ville, dès sa première saison le club joue en Championnat du Monténégro et termine à la deuxième place. La saison suivante, 2014-2015, le club est de nouveau vice-champion, puis lors de la saison 2015-2016 il remporte son premier titre de champion en mettant fin à l'hégémonie du ŽFK Ekonomist, championne du Monténégro depuis la création du championnat féminin  en 2011-2012.
Le ŽFK Breznica remportera ensuite le titre neuf fois d'affilée en devenant le club féminin le plus titré du Monténégro.

## Palmarès
| Compétitions nationales |
| --- |
| - Championnat du Monténégro féminin (10) : - Champion : 2016, 2017, 2018, 2019, 2020, 2021, 2022, 2023 et 2024, 2025. - Vice-champion : 2014 et 2015. |

## Entraîneurs du club
- Zoran Vuković